# Pizzoferrato (Abruzzen)

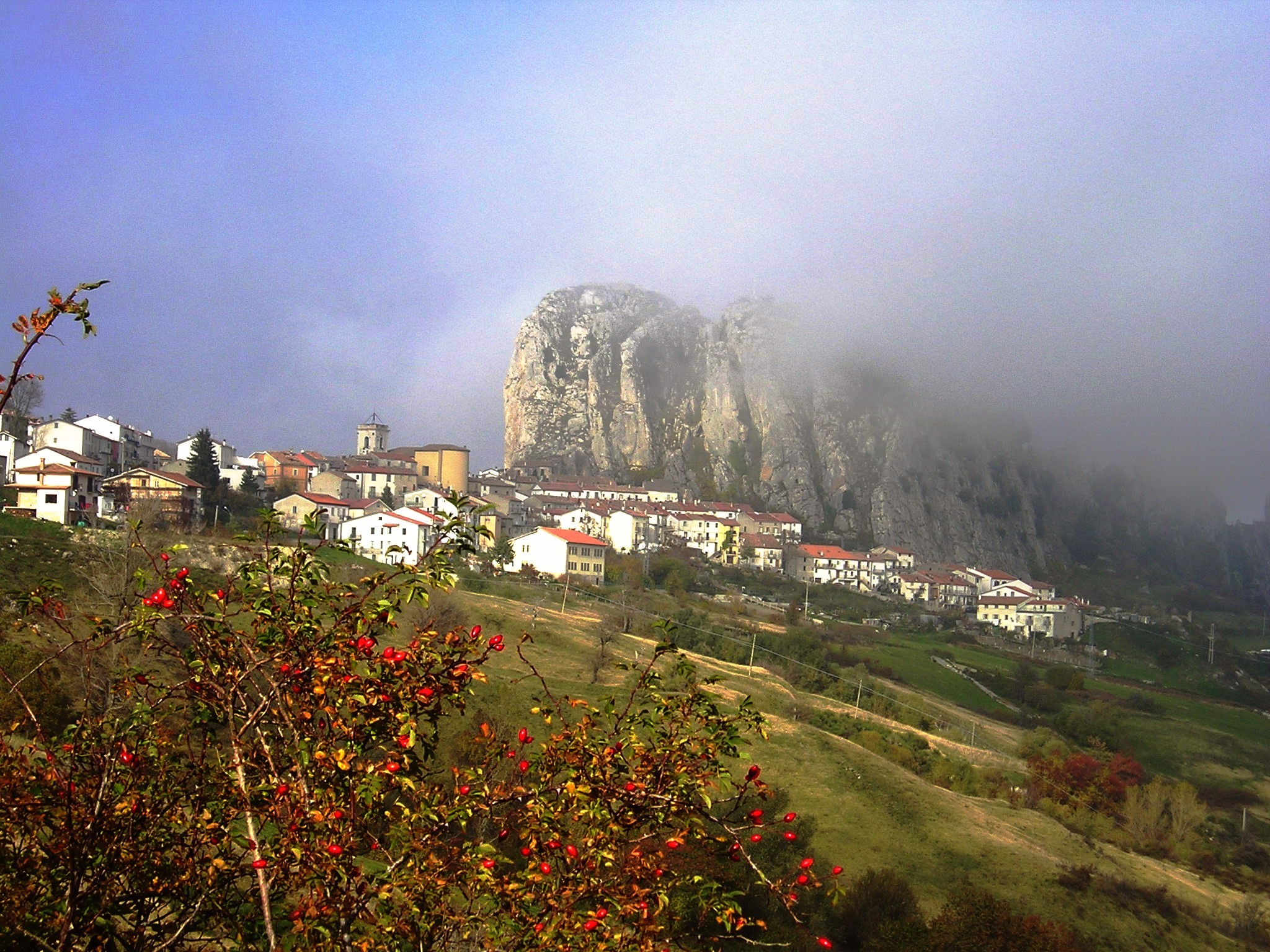
Blick auf Pizzoferrato

Pizzoferrato ist eine italienische Gemeinde (comune) mit 967 Einwohnern (Stand 31. Dezember 2023) in der Provinz Chieti in den Abruzzen. Die Gemeinde liegt etwa 47,5 Kilometer südlich von Chieti am Nationalpark Majella, gehört zur Comunità montana Medio Sangro und grenzt unmittelbar an die Provinz Isernia (Molise). Die südöstliche Grenze der Gemeinde bildet der Sangro.

## Geschichte
Den Ort Pictum Ferratum nennt der Catalogus Baronum im 10. Jahrhundert.

## Persönlichkeiten
- Bruno Sammartino (1935–2018), Wrestler